# Éric Piolle

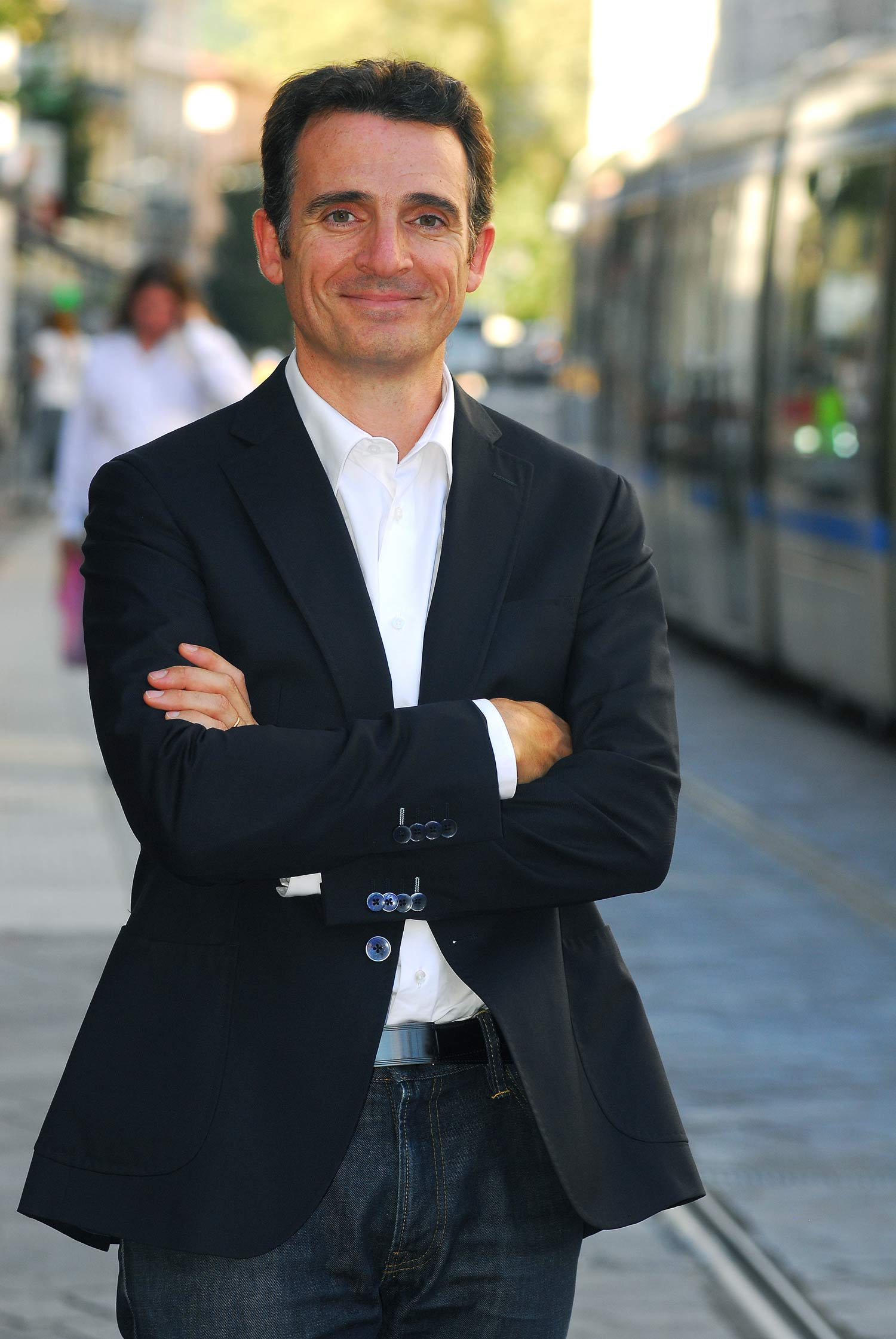
Éric Piolle

Éric Piolle (geboren am 6. Januar 1973 in Pau) ist ein französischer Politiker (Europe Écologie-Les Verts (EELV)) und seit 2014 Bürgermeister von Grenoble. Von März 2010 bis April 2014 war er Regionalrat der Region Rhône-Alpes.

## Ausbildung und berufliche Laufbahn
Piolle besuchte in seiner Geburtsstadt Pau das Lycée Louis-Barthou. Danach studierte er am Grenoble Institute of Technology Ingenieurwissenschaften.
Seine berufliche Laufbahn begann 2001 bei Hewlett-Packard, er wurde schließlich leitender Angestellter in der Filiale in Grenoble. Da er sich weigerte, einen Plan für die Verlegung der Produktion zu erarbeiten, wurde das Arbeitsverhältnis im Februar 2011 beendet.
Er war einer der Mitbegründer von Raise Partners, einer Gesellschaft, die sich auf das Management von finanziellen Risiken spezialisiert hat.

## Politische Laufbahn

### Die Anfänge
Im Jahr 1997 kandidierte Piolle mit 24 Jahren für die Parlamentswahlen im achten Bezirk des Departements Isère für die Liste Verschiedene Linke und erhielt 1,35 % der Stimmen. Im Jahr 2002 war er Ersatzkandidat bei den Parlamentswahlen für den ersten Bezirk des Départements Isère.
Im März 2010 wurde Piolle auf der Liste von Europe Écologie für Isère zum Regionalrat der Region Rhône-Alpes gewählt.
Im Juni 2012 kandidierte Piolle als Mitglied der EELV für das Parlament des ersten Bezirks der Isère und erhielt 7,7 % der Stimmen.

### Bürgermeister von Grenoble
Bei den Kommunalwahlen 2014 kandidierte Piolle für das Amt des Bürgermeisters von Grenoble unter dem Motto „Grenoble, Une Ville pour Tous“ (Grenoble, eine Stadt für alle). Er führte während des gesamten Rennens und erhielt Unterstützung von Umweltschützern, EELV, der Linkspartei, den Alternativen, der Antikapitalistischen Linken und zwei lokalen Vereinigungen, ADES und dem Bürgernetzwerk.
Er wurde in einer Stadtratssitzung am 4. April 2014 als Nachfolger von Michel Destot (PS) zum Bürgermeister von Grenoble gewählt. Er erhielt 50 der 59 Stimmen der Stadträte. Mit dieser Wahl ist Grenoble die erste französische Stadt mit mehr als 100 000 Einwohnern, die eine EELV-Kommunalregierung wählt.
Nach seinem Wahlsieg verzichtete Piolle auf die Kandidatur zum Präsidenten der Grenoble-Alpes-Métropole   und trat von seinem Amt als Regionalrat der Region Rhône-Alpes zurück.
Bei der Präsidentschaftswahl 2017 riefe Piolle die Wähler auf, sich für Jean-Luc Mélenchon zu entscheiden.
Auf Vorschlag von Piolle stimmte der Stadtrat von Grenoble im Mai 2022 für die Zulassung von körperbedeckenden „Burkini“-Badeanzügen für Frauen in städtischen Schwimmbädern und löste damit den Protest konservativer und rechtsextremer Politiker aus. Daraufhin legte Innenminister Gérald Darmanin Einspruch gegen die Burkini-Erlaubnis ein. Kurze Zeit später setzte ein französisches Verwaltungsgericht die Entscheidung der Stadt Grenoble aus.

## Schriften
- Grandir ensemble. Les villes réveillent l'espoir., Les Liens qui libèrent, Paris 2019.  ISBN 979-10-209-0767-7.
- De l'espoir! Pour une République écologique., Les Liens qui libèrent, Paris 2021,  ISBN 1-0209-1025-9.